# 民建彝族乡
民建彝族乡，是中华人民共和国四川省雅安市荥经县下辖的一个乡镇级行政单位。2019年12月，将花滩镇青杠村所属行政区域划归民建彝族乡管辖。

## 行政区划
民建彝族乡下辖以下地区：
大坪村、金鱼村、竹阳村、顺河村和建乐村。